# Agapanthia altaica
Agapanthia altaica är en skalbaggsart. Agapanthia altaica ingår i släktet Agapanthia och familjen långhorningar.

## Underarter
Arten delas in i följande underarter:
- A. a. altaica
- A. a. tarbagataica
- A. a. songarica